# Владимир Нешић
Владимир Влада Нешић (Гложане, код Свилајнца, 1896 — Београд, 26. август 1929), професор историје и функционер Југословенског црвеног крста.

## Биографија
Рођен је 1896. године у селу Гложане, код Свилајнца. Потицао је из земљорадничке породице. Мајка му је умрла када је имао седам година. Основну школу је учио у родном селу, а гимназију у Београду. За време школовања у Београду, да би се издржавао радио је разне физичке послове. Иако је његов отац желео да изучава пољопривреду, Влада је се највише интересовао за историју и литературу. Као гимназијалаца прихватио је идеје Димитрија Туцовића, Радована Драговић, Душана Поповића и других српских социјалиста.
Његово гимназијско школовање прекинуо је 1914. године Први светски рат. Видевши разарање Београда и прве жртве, одмах се пријавио у војску. Заједно са српском војском прешао је голготу преко Албаније. Из Грчке је заједно са групом ђака из Србије, прешао у Француску где је завршио велику матуру. Потом се опет вратио у Грчку. Учествовао је са српском војском у пробоју Солунског фронта и ослобођењу земље.
После завршетка Првог светског рата уписао је историју на Филозофском факултету. Године 1919. приступио је Клубу студената марксиста и убрзо изабран у његово руководство. Овај клуб је касније колективно приступио Савезу комунистичке омладине Југославије (СКОЈ). Такође је био и члан Комунистичке партије Југославије (КПЈ). Био је врло активан пропагатор КПЈ на Београдском универзитету и један од истакнутих студената-комуниста.
После доношења „Обзнане“ и забране легалног рада Комунистичке партије Југославије, Влади је поверено да организује технику Месног комитета КПЈ за Београд. Убрзо после тога је пребачен на рад у организацију Црвена помоћ, пошто је он био активан и у Југословенском црвеном крсту. Од 1925. године његов стан у згради Црвеног крста у Симиној улици број 15, био је седиште Црвене помоћи. Сва помоћ упућена овој организацији стизала је из свих крајева земље у његов стан одакле је вршена даља расподела. Године 1927. поново му је поверен задатак да организује технику МК КПЈ за Београд, коју је такође сместио у свој стан, где су у најдубљој илегали штампани летци, партијске директиве, лист „Комунист“ и др.
Пошто Влада није био политички компромитован код полиције, на његову адресу су стизала бројна писма и други партијски материјал, који је он после у омотима са знаком Црвеног крста слао на разне адресе. Поред писама и маеријала из земље, стизала су му и писма из Москве. Повремено су у његов стан долазили и боравили Златко Шнајдер, Јанко Мишић, Брацан Брацановић, Лабуд Кусовац и други функционери КПЈ и СКОЈ-а.
Неколико месеци по доношењу Шестојануарске диктатуре, 1929. године агенти Управе града Београда, на челу са Миланом Аћимовићем открили су његов илегални партијски рад. У ноћи 25. августа 1929. организовали су његово хапшење. Баш тада је био припреман нови број листа „Комунист“, а са Владом се у стану налазило и неколико графичких радника који су му помагали. Агенти су приликом хапшења прислили домара зграде да позвони на врата и да тражи да му Влада отвори и на тај начин су изненадили Владу и његове другове и ухапсили их. Заједно са Владом тада је ухапшена и његова супруга Лепа. У тренутку хапшења Влада се налазио на функцији вршиоца дужности генералног секретара Црвеног крста.
Сутарадан по хапшењу, 26. августа 1929. Влада је био изведен на саслушање. Упркос мучењу од стране полицијских агената није ништа говорио. То је још више изазвало бес полицијских агената па су га претукли до смрти. Потом су његово тело бацили са четвртог спрата зграде Управе града Београда и да бих заташкали убиство монтирали причу о самоубиству. Већ у току ноћи полиција га је тајно сахранила на Новом гробљу.
Пошто је породица сумњала у званичну верзију смрти тражила је ексхумацију, али полиција то није дозволила. Такође је лекару који је вршио обдукцију тела пре сахране било забрањено да даје било какве изјаве о овом случају. Истрага о овом случају је била вођена до фебруара 1930. године, када је Одељење опште полиције Управе града Београда донело решење о њеном прекиду и о овоме обавестило Првостепени суд у Београду.
Влада Нешић је од 1920. године био у браку са Лепом Нешић-Пијаде, са којом је имао ћерку Јелену, рођену 1925. године. После његове смрти, супруга и ћерка су уз помоћ КПЈ отишле у Москву. Његова супруга се касније вратила у земљу и 1939. се удала за Мошу Пијаде. Ћерка је наставила да живи у Совјетском Савезу, где си и удала за инжењера Јурија Капилана, који је као официр Црвене армије погинуо у Стаљинградској бици.